# Журавский, Николай Семёнович
Николай Семёнович Журавский — советский хозяйственный и государственный деятель, лауреат Государственной премии СССР за выдающиеся достижения в труде.

## Биография
Родился в 1937 году на территории современной Гомельской области. Член КПСС.
В 1957—1961 годах — военнослужащий Советской армии.
В 1961—1997 годах — ученик токаря, токарь производственного объединения арматуростроения «Знамя труда» имени Лепсе Министерства химического машиностроения СССР.
Задание девятой пятилетки Н. С Журавский выполнил за три года, десятую закончил ещё быстрее. К дню открытия XXVI съезда партии завершил задание трех лет новой пятилетки.
За внедрение передовых методов работы и совершенствования организации производства был в составе коллектива удостоен Государственной премии СССР за выдающиеся достижения в труде 1980 года.
Жил в Санкт-Петербурге.

## Награды
- Орден Ленина (1986)
- Орден Трудового Красного Знамени (1976)